# Баратовка (Новобугский район)
Бара́товка (укр. Баратівка) — село в Новобугском районе Николаевской области Украины.
Основано в 1782 году. Население по переписи 2001 года составляло 753 человек. Почтовый индекс — 55634. Телефонный код — 5151. Занимает площадь 1,18 км².

## Местный совет
55634, Николаевская обл., Новобугский р-н, с. Баратовка, ул. Советская, 6.